# Lijst van burgemeesters van Koudekerk aan den Rijn
Dit is een lijst van burgemeesters van de voormalige Nederlandse gemeente Koudekerk aan den Rijn (voor 1 januari 1938 Koudekerk) die op 1 januari 1991 is opgegaan in de nieuwe gemeente Rijnwoude (aanvankelijk Rijneveld) welke in 2014 fusioneerde met de gemeenten Alphen aan den Rijn en Boskoop tot de nieuwe fusiegemeente Alphen aan den Rijn.
| Ambtsperiode | Naam burgemeester                                        | Partij of stroming | Bijzonderheden                                      |
| ------------ | -------------------------------------------------------- | ------------------ | --------------------------------------------------- |
| 1825 - 1850  | Nicolaas Samsom                                          |                    | tevens schout/burgemeester van Hoogmade (1817-1850) |
| 1850 - 1852  | Jacobus Baltus Samsom                                    |                    | tevens burgemeester van Hoogmade                    |
| 1852 - 1855  | mr. Johan Hendrik Verboom baron van Reede van Oudtshoorn |                    |                                                     |
| 1856 - 1858  | Gerard Spoors Eland                                      |                    |                                                     |
| 1859 - 1865  | Gijsbertus Bruynis                                       |                    |                                                     |
| 1865 - 1873  | Everard Henry Jean Cunaeus                               |                    |                                                     |
| 1874 - 1877  | Jacob Waller                                             |                    |                                                     |
| 1877 - 1893  | Marcellus Crommelin                                      |                    |                                                     |
| 1893 - 1897  | Everard Zirkzee                                          |                    |                                                     |
| 1897 - 1901  | Willem Laurentius van Tricht                             |                    |                                                     |
| 1901 - 1917  | Joris Cornelis van Voorthuijsen                          |                    |                                                     |
| 1917 - 1924  | Jacobus Cornelius Oeberius Kapteyn                       |                    |                                                     |
| 1925 - 1940  | Marine Jan Everard Kwint                                 |                    |                                                     |
| 1940 - 1952  | Gijsbert (G.) Verheul                                    | CHU                | eerder burgemeester van Marken, later van Rhoon     |
| 1953 - 1958  | Johannes Pieter de Herder                                | CHU                |                                                     |
| 1959 - 1967  | Quinten Waverijn                                         | CHU                |                                                     |
| 1968 - 1975  | Kees (C.M.) van der Linden                               | CHU                |                                                     |
| 1976 - 1985  | Gerrit (G.) Swaan                                        | CHU / CDA          |                                                     |
| 1985 - 1990  | Leo (L.V.) Elfers                                        | CDA                |                                                     |
| 1990 - 1991  | J.S. Wagenaar                                            | CDA                | Waarnemend                                          |